# Spathoglottis elobulata
Spathoglottis elobulata är en orkidéart som beskrevs av Johannes Jacobus Smith. Spathoglottis elobulata ingår i släktet Spathoglottis och familjen orkidéer. Inga underarter finns listade i Catalogue of Life.